# Alisa Marić
Alisa Marić (in serbo Алиса Марић?; New York, 10 gennaio 1970) è una scacchista e politica serba, fino al 1992 jugoslava, grande maestro femminile e maestro internazionale.
Ha vinto due medaglie di bronzo alle Olimpiadi degli scacchi e una medaglia d'argento agli Europei a squadre femminili. Ha vinto tre volte la Coppa europea di scacchi per club femminile ed è stata campionessa jugoslava femminile. Dal 1986 al 2008 ha partecipato complessivamente a 10 olimpiadi con le nazionali della Jugoslavia, della Serbia e Montenegro e della Serbia.

## Biografia
Alisa nasce a New York durante un soggiorno di lavoro di suo padre Nebojša, professore universitario, all'Ufficio delle Nazioni Unite. Sua sorella gemella Mirjana, nata venti minuti dopo Alisa, è anche lei una scacchista e grande maestro femminile di scacchi. Impara a giocare a scacchi all'età di quattro anni e partecipa al suo primo torneo a nove.
Nel 1985 conquista l'argento al Campionato del mondo U20 femminile di Dobrna con 8,5 punti su 13 e a quattro punti dalla vincitrice Ketevan Arachamija.
Nel 1986 ottiene il titolo di maestro internazionale femminile, nel 1993 ottiene i titoli di grande maestro femminile e di maestro internazionale.
Nel 2009 consegue il dottorato in Economia presso l'Università di Belgrado, dove è anche docente di marketing.

### Carriera politica
Nel luglio del 2012 viene nominata Ministro della Gioventù e dello Sport della Serbia all'interno del governo di Ivica Dačić. Non essendo affiliata ad alcun partito il nome della Marić fu fatto dall'allora Vice Primo Ministro Aleksandar Vučić, grande appassionato di scacchi ed ex campione giovanile jugoslavo. Il suo incarico dura fino al 2 settembre del 2013, quando con un rimpasto di governo viene sostituita dall'ex pallanuotista Vanja Udovičić.

## Carriera
Nel 1986 vince il campionato jugoslavo. Nel novembre dello stesso anno esordisce alle Olimpiadi degli scacchi con la nazionale jugoslava, con la quale ottiene il quinto posto a Dubai 1986.
Nel 1988 in novembre vince il bronzo con la nazionale jugoslavia a Salonicco 1988, giocando in prima scacchiera.
Nel 1990 vince a pari merito il Torneo dei candidati femminile 1990 di Borjomi, ma perde lo spareggio con Xie Jun che si disputò nel febbraio del 1991 tra Belgrado e Pechino per 4,5 a 2,5.
Nel 1996 in giugno vince la prima edizione della Coppa europea di scacchi per club femminile di Smederevska Palanka con la Agrouniverzal Zemun di Belgrado, giocando in prima scacchiera e ottenendo 2,5 punti su 3.
Nel 1998 in novembre vince il bronzo individuale alle Olimpiadi, stavolta con la nazionale della Serbia e Montenegro, nell'edizione di Ėlista 1998.
Nel 1999 vince l'argento al campionato europeo a squadre femminile di Batumi.
Nel 2000 in settembre vince la Coppa europea per club femminile di Halle con la Agrouniverzal Zemun, giocando in prima scacchiera e ottenendo il quarto posto individuale con 3,5 punti su 7.
Nel 2001 in giugno vince la Coppa europea per club femminile di Belgrado con la Agrouniverzal Zemun, giocando in prima scacchiera e ottenendo il quinto posto individuale con 3,5 punti su 7.